# Verkhniokurgànne
Verkhniokurgànne (en (ucraïnès): Верхньокурганне) és un poble de la República Autònoma de Crimea a Ucraïna, que el 2014 tenia 634 habitants. Pertany al districte de Simferòpol.